# Eva Cox
Eva Maria Cox (de soltera Hauser; Viena, 21 de febrero de 1938) es una escritora, feminista, socióloga, comentarista social y activista australiana nacida en Austria. 

## Biografía
Eva Maria Hauser nació en Viena en 1938, menos de tres semanas antes del Anschluss (12 de marzo de 1938) que los dejó a ella y a su familia apátridas debido al origen judío de su familia. Al año siguiente, viajó con su madre Ruth, estudiante de último año de medicina, a Inglaterra. Su padre, Richard Hauser, se unió al ejército británico en Palestina, y sus abuelos y otros familiares buscaron refugio en Sídney. Después de la guerra, Cox continuó sus estudios durante dos años en Roma. En 1948 se unió a la familia extendida de su madre en Sídney.
En Sídney asistió a la escuela secundaria para chicas. Dos años después de su llegada, su padre inició una relación con la pianista Hephzibah Menuhin, quien se convirtió en su madrastra tras el divorcio de sus padres. Asistió a la Universidad de Sídney de 1956 a 1957, donde conoció a Germaine Greer y Robert Hughes y se asoció con Sydney Push. Sin embargo, optó por dejar la universidad para viajar por Europa, donde conoció a John Cox, con quién se casaría posteriormente.

## Carrera profesional
Cox volvió a estudiar, después de su separación, a principios de la década de 1970 y se graduó con honores en Sociología de la Universidad de Nueva Gales del Sur (UNSW) en 1974. Se convirtió en tutora y consultora de investigación en ese departamento. En la década de 1970, se convirtió en portavoz de WEL y más tarde ayudó a fundar el Women's Economic Think Tank. De 1977 a 1981 fue directora del Consejo de Servicios Sociales de Nueva Gales del Sur (NCOSS) y recibió una beca de Churchill en 1980.
Formó parte de la revista feminista Refractory Girl durante la década de 1980 y se convirtió en vocera de los medios, además de su activismo en temas antibélicos y feministas. También estableció el primer centro de cuidado infantil extraescolar financiado por la Mancomunidad, en la escuela pública Glenmore Road en Paddington, Nueva Gales del Sur.
En 1981 y 1982, fue asesora del Ministro Federal de Servicios Sociales en la sombra, el senador Don Grimes. En 1989, comenzó a operar una pequeña firma de consultoría privada, Distaff Associates, y dio conferencias desde 1994 hasta 2007 en la Universidad Tecnológica de Australia (UTS), donde terminó como directora del programa de investigación social.
Su libro Leading Women se publicó al año siguiente y exploró el tema del poder en relación con el género. Es una prolífica escritora y comentarista social y sus artículos se pueden leer en Crikey y The Conversation.
De 2007 a 2015, fue miembro del Centro para el Desarrollo de Políticas. Desde 2007 ha sido profesora en la Casa de Aprendizaje Indígena Jumbunna de la UTS; trabaja con esta última en bases de evidencia para la política social. Cox continúa como directora de Distaff Associates y es coordinadora del Women's Equity Think Tank (WETTANK), un desarrollo posterior del Women's Economic Think Tank. En marzo de 2014, se unió al exjuez del Tribunal Superior de Australia, Michael Kirby, entre otros, para convertirse en patrocinadora de Touching Base, una organización con sede en Nueva Gales del Sur que brinda información, educación y apoyo a clientes discapacitados, trabajadores sexuales y proveedores de servicios para discapacitados. En 2015, se convirtió en patrocinadora de la campaña para salvar la vivienda pública de Millers Point de un mayor desarrollo.